# Netlabel
Een netlabel, ook wel online label, weblabel of mp3-label genoemd, verspreidt digitale muziek (hoofdzakelijk in MP3- en OGG-indeling) op digitale wijze, dat wil zeggen zonder verspreiding van fysieke gegevensdragers, via het internet (streamen en/of aanbieden voor downloaden).
Netlabels werken vaak hetzelfde als traditionele platenmaatschappijen, alleen is het medium waarmee de muziek verspreid wordt anders. Over het algemeen gebruiken netlabels zogenaamde guerrillamarketing om hun werk te promoten, omdat zij over het algemeen geen inkomsten hebben.
Het grootste verschil tussen reguliere platenmaatschappijen en netlabels is dat netlabels hun muziek alleen via het internet verspreiden, en deze niet uitgeven op media zoals cd, vinyl of dvd. Vaak wordt voor de muziek een "open" licentie gekozen zoals de Creative Commons License, waardoor het auteursrecht bij de artiest blijft.
Bekende Nederlandse netlabels zijn:
- WM Recordings, opgericht in 2004 en opererend vanuit Heerlen
- Sublogic Corporation